# Whisky canadiense

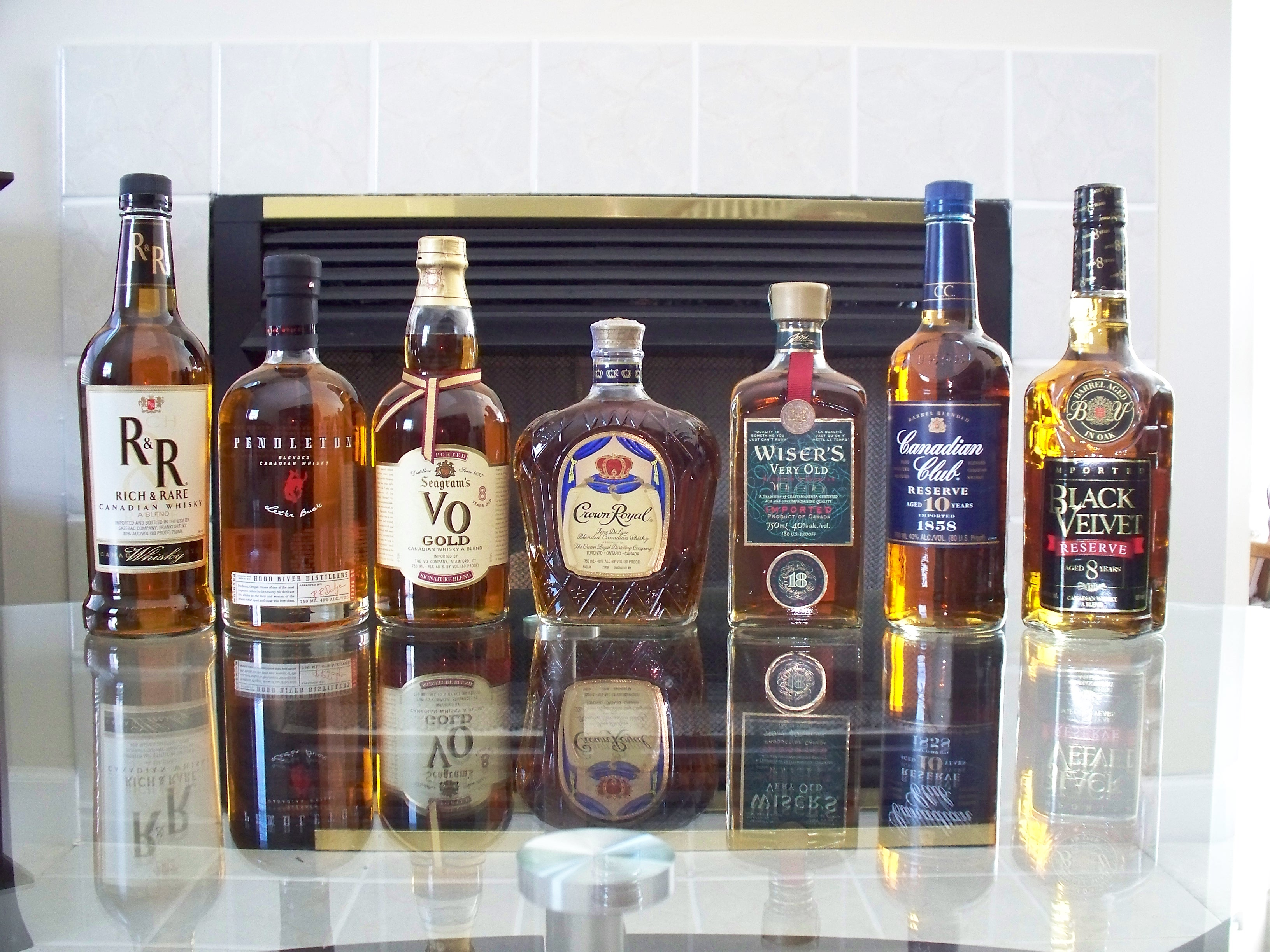
Variedad de whiskies canadienses

El Whisky canadiense es un tipo de whisky producido en Canadá. La mayoría de los whiskies canadienses son licores mezclados de granos múltiples que contienen un gran porcentaje de licores de maíz y, por lo general, son más ligeros y suaves que otros estilos de whisky. Cuando los destiladores canadienses comenzaron a agregar pequeñas cantidades de grano de centeno muy sabroso a sus macerados, la gente comenzó a exigir este nuevo whisky con sabor a centeno, refiriéndose a él simplemente como "centeno". En la actualidad, como en los últimos dos siglos, los términos "whisky de centeno" y "whisky canadiense" se usan indistintamente en Canadá y (como se define en la ley canadiense) se refieren exactamente al mismo producto, que generalmente es hecho con solo una pequeña cantidad de grano de centeno.

## Características
Históricamente, en Canadá, el whisky a base de maíz que tenía un poco de grano de centeno agregado al ingrediente del puré para darle más sabor se llamaba "centeno".
Las regulaciones de la Food and Drugs Act de Canadá estipulan las condiciones mínimas que deben cumplirse para etiquetar un producto como "whisky canadiense" o "whisky canadiense de centeno" (o "whisky de centeno"); estas también se mantienen internacionalmente a través de acuerdos de indicación geográfica. Estas reglamentaciones establecen que el whisky debe "ser triturado, destilado y añejado en Canadá", "ser añejado en pequeños recipientes de madera durante no menos de tres años", "contener no menos del 40 por ciento de alcohol por volumen" y "puede contener caramelo y aroma". Dentro de estos parámetros, los whiskies canadienses pueden variar considerablemente, especialmente si se permite el "saborizante", aunque el requisito adicional de que "posean el aroma, el sabor y el carácter generalmente atribuidos al whisky canadiense" puede actuar como un factor limitante.
Los whiskies canadienses suelen ser mezclas de whiskies hechos de un solo grano, principalmente maíz y centeno, pero también a veces trigo o cebada. Mash bill s de múltiples granos también se pueden usar para algunos whiskies aromatizantes. La disponibilidad de maíz americano económico, con su mayor proporción de almidones utilizables en relación con otros granos de cereales, ha llevado a que se use más típicamente para crear whiskys base para que se mezclan los whiskies aromatizantes. Las excepciones a esto incluyen la Highwood Distillery que se especializa en el uso de trigo y Alberta Distillers, que desarrolló su propia cepa de levadura patentada que se especializa en la destilación de centeno. Los whiskies aromatizantes suelen ser whiskies de centeno, mezclados con el producto para añadir la mayor parte de su sabor y aroma. Si bien el whisky canadiense se puede etiquetar como "whisky de centeno", esta técnica de mezcla solo necesita un pequeño porcentaje (como el 10 %) de centeno para crear el sabor, mientras que se necesitaría mucho más centeno si se agregara a una cuenta de puré junto con el maíz más fácilmente destilado.
Los whiskies base se destilan entre 180 y 190 grados (Grados Proof US), lo que da como resultado pocos subproductos congéneres (como alcohol de fusel, aldehídos, ésteres, etc.) y crea un sabor más ligero. En comparación, un whisky americano destilado a más de 160 grados (Grados Proof US) se etiqueta como "whisky ligero". Los whiskies aromatizantes se destilan a una graduación inferior para que conserven más el sabor del grano. La relativa ligereza creada por el uso de whiskies base hace que el whisky canadiense sea útil para mezclar en cócteles y highballs. El envejecimiento mínimo de tres años en pequeños barriles de madera se aplica a todos los whiskies utilizados en la mezcla. Como la normativa no limita el tipo específico de madera que se debe utilizar, se puede conseguir una variedad de sabores mezclando whiskies envejecidos en diferentes tipos de barricas. Además de los barriles de madera nuevos, carbonizados o sin carbonizar, se puede agregar sabor envejeciendo los whiskies en barriles de bourbon o vino fortificado usados previamente durante diferentes períodos de tiempo.

## Historia
En el siglo XVIII y principios del XIX, los molinos de grano destilaban los granos excedentes para evitar que se echaran a perder. La mayoría de estos primeros whiskies habrían sido whisky de trigo ásperos, en su mayoría sin envejecer]. Los métodos y tecnologías de destilación fueron traídos a Canadá por inmigrantes estadounidenses y europeos con experiencia en la destilación de trigo y centeno. Este whisky temprano de alambiques improvisados, a menudo con los granos más cercanos a la descomposición, se producía con varias pruebas no controladas y se consumía, sin añejar, en el mercado local. Si bien la mayor parte de la capacidad de destilación se utilizó para producir ron, como resultado de la posición del Atlántico canadiense en el comercio de azúcar británico, la primera producción a escala comercial de whisky en Canadá comenzó en 1801 cuando John Molson compró una  pot still, anteriormente utilizado para producir ron, en Montreal. Con su hijo Thomas Molson, y eventualmente socio James Morton, los Molson operaron una destilería en Montreal y Kingston y fueron los primeros en Canadá. para exportar whisky, beneficiándose de la interrupción de las Guerras Napoleónicas' en el suministro de vino y brandy franceses a Inglaterra. 

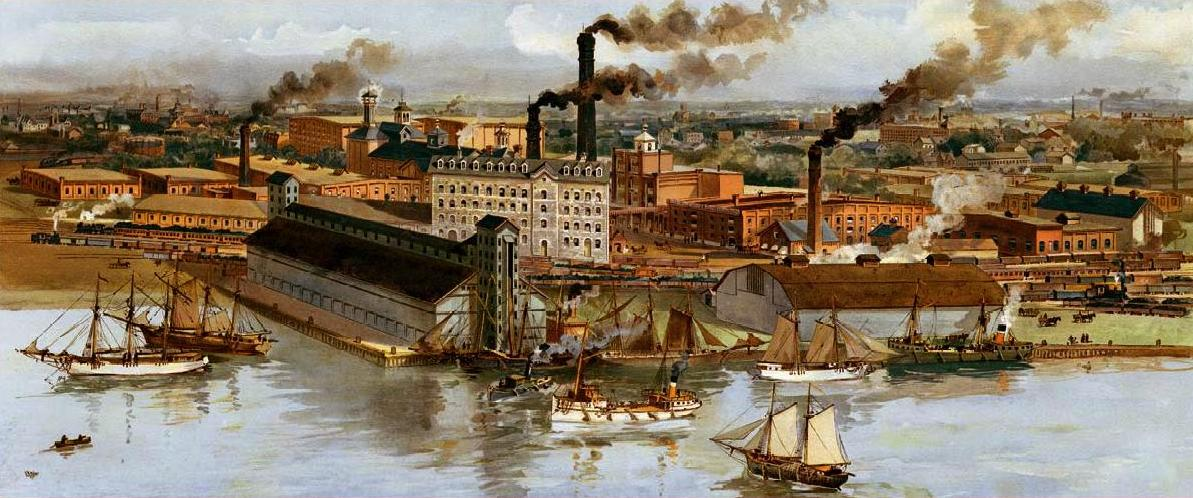
Los edificios de Gooderham and Worts, c. siglo 19. En la década de 1860, la destilería se convirtió en el mayor productor de whisky del mundo.

Gooderham and Worts comenzó a producir whisky en 1837 en Toronto como un negocio paralelo a su molienda de trigo, pero superó la producción de Molson en la década de 1850 cuando expandió sus operaciones con una nueva destilería en lo que se convertiría en el Distillery District. Henry Corby comenzó a destilar whisky como un negocio secundario de su molino en 1859 en lo que se conoció como Corbyville y Joseph Seagram comenzó a trabajar en su padre- molino de harina y destilería Waterloo de su suegro en 1864, que finalmente compraría en 1883. Mientras tanto, los estadounidenses Hiram Walker y J.P. Wiser se mudó a Canadá: Walker a Windsor en 1858 para abrir un molino de harina y una destilería y Wiser a Prescott en 1857 para trabajar en la destilería de su tío donde presentó un whisky de centeno y tuvo el éxito suficiente para comprar la destilería cinco años después. La interrupción de la guerra civil estadounidense creó una oportunidad de exportación para los whiskies canadienses y su calidad, en particular los de Walker y Wiser, que ya habían comenzado la práctica de añejar sus whiskies, sostuvo ese mercado incluso después de que se aplicaran los aranceles de la posguerra. introducido. En la década de 1880, la Política Nacional de Canadá impuso aranceles altos a los productos alcohólicos extranjeros cuando el whisky comenzó a venderse en botellas y el gobierno federal instituyó un programa embotellado en bonos que brindaba certificación del tiempo que un whisky pasaba envejeciendo. y permitió el aplazamiento de impuestos para ese período, lo que fomentó el envejecimiento. En 1890, Canadá se convirtió en el primer país en promulgar una ley de envejecimiento para los whiskies, que exige que se envejezcan al menos dos años. El creciente movimiento por la templanza culminó con la prohibición en 1916 y las destilerías tuvieron que especializarse en el mercado de exportación o cambiar a productos alternativos, como alcoholes industriales que tenían demanda en apoyo del esfuerzo de guerra.
Con los ingresos diferidos y los costos de almacenamiento de la Ley de envejecimiento actuando como una barrera para los nuevos participantes y el mercado reducido debido a la prohibición, había comenzado la consolidación del whisky canadiense. Henry Corby Jr. modernizó y amplió la destilería de su padre y la vendió, en 1905, al empresario Mortimer Davis, quien también compró la destilería Wiser, en 1918, a los herederos de J.P. Wiser. El vendedor de Davis Harry Hatch pasó tiempo promocionando las marcas Corby y Wiser y desarrollando una red de distribución en los Estados Unidos que se mantuvo unida cuando terminó la prohibición canadiense y empezó la Prohibición en Estados Unidos. Después de que Hatch se peleara con Davis, Hatch compró Gooderham and Worts en apuros en 1923 y cambió el whisky de Davis por el suyo. Hatch tuvo el éxito suficiente para poder comprar también la destilería Walker y la popular marca Canadian Club de los nietos de Hiram en 1926. Si bien la prohibición en Estados Unidos creó riesgo e inestabilidad en la industria del whisky canadiense, algunos se beneficiaron de la compra de equipos de destilación estadounidenses sin usar y de las ventas a exportadores (nominalmente a países extranjeros como San Pedro y Miquelón, aunque en realidad a  contrabandistas a los Estados Unidos). Junto con Hatch, la familia Bronfman pudo beneficiarse de la fabricación de whisky destinado a los Estados Unidos durante la prohibición, aunque principalmente en el oeste de Canadá y pudo abrir una destilería en LaSalle, Quebec y fusionar su empresa, en 1928, con Seagram, que había luchado con la transición al mercado de la prohibición. Samuel Bronfman se convirtió en presidente de la compañía y, con su personalidad dominante, comenzó una estrategia de aumento de su capacidad y añejamiento de whiskies en previsión del fin de la prohibición. Cuando eso ocurrió, en 1933, Seagram's estaba en condiciones de expandirse rápidamente; compraron The British Columbia Distilling Company a la familia Riefel en 1935, así como varias destilerías estadounidenses e introdujeron nuevas marcas, una de ellas Crown Royal, en 1939, que finalmente se convertiría en una de los whiskies canadienses más vendidos.
Si bien se cambió parte de la capacidad para producir alcoholes industriales en apoyo de los esfuerzos del país en la Segunda Guerra Mundial, la industria se expandió nuevamente después de la guerra hasta la década de 1980. En 1945, Schenley Industries compró una de esas destilerías industriales de alcohol en Valleyfield, Quebec, y reutilizó varias marcas de whisky estadounidenses desaparecidas, como Golden Wedding, Old Fine Copper, y comenzando en 1972, Gibson's Finest. Buscando asegurar su suministro de whisky canadiense, Barton Brands también construyó una nueva destilería en Collingwood, Ontario, en 1967, donde producirían Canadian Mist, aunque vendieron la destilería y la marca sólo cuatro años más tarde a Brown–Forman. A medida que la proximidad a las rutas de envío (por ferrocarril y barco) a los EE. UU. se volvió menos importante, se establecieron grandes destilerías en Alberta y Manitoba. Cinco años después de comenzar a experimentar con whiskies en su destilería de ginebra de Toronto, W. & A. Gilbey Ltd. crearon la mezcla Black Velvet en 1951, que tuvo tanto éxito que una nueva destilería en Lethbridge, Alberta se construyó en 1973 para producirlo.

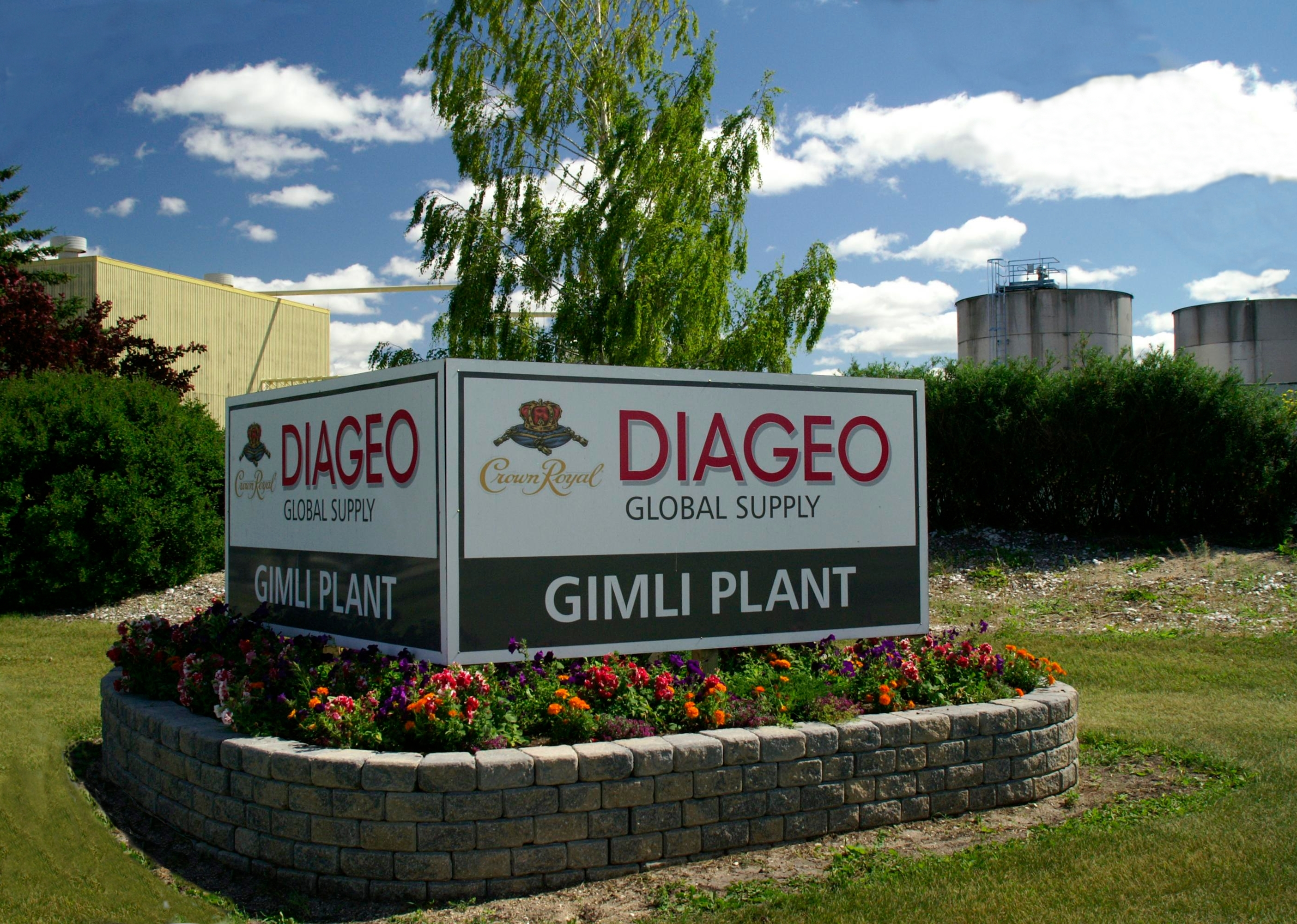
Signage for the Gimli plant in Gimli, Manitoba. The distillery was built in 1969 for use by Seagram.

También en el oeste, un grupo empresarial con sede en Calgary reclutó a los Riefel de la Columbia Británica para supervisar sus operaciones de Alberta Distillers en 1948. La compañía se convirtió en una innovadora en la práctica de enviar whiskys a granel a los Estados Unidos para su embotellado y el éxito de su marca canadiense Windsor (producida en Alberta pero embotellada en los Estados Unidos) llevó a National Distillers Limited a comprar Alberta Distillers, en 1964, para asegurar su cadena de suministro. Más inversores de Alberta fundaron Highwood Distillery en 1974 en High River, Alberta, que se especializó en whiskies a base de trigo. Seagram's abrió una gran planta nueva en Gimli, Manitoba, en 1969, que finalmente reemplazaría sus destilerías de Waterloo y LaSalle. En Columbia Británica, Ernie Potter, que había estado produciendo licores de frutas a partir de alcoholes destilados en Alberta Distillers, construyó su propia destilería de whisky en Langley (Langley, Columbia Británica (ciudad)) en 1958 y produjo las marcas de whisky Potter's y Century. Hiram Walker construyó la destilería Okanagan en Winfield, Columbia Británica, en 1970 con la intención de producir Canadian Club, pero fue redirigido para cumplir contratos para producir whiskies para Suntory antes de cerrar en 1995.
Después de décadas de expansión, un cambio en las preferencias de los consumidores hacia los licores blancos (como el vodka) en el mercado estadounidense resultó en un exceso de oferta de whiskies canadienses. Si bien esto permitió que los whiskies se envejecieran por más tiempo, los costos de almacenamiento inesperados y los ingresos diferidos presionaron a las empresas individuales. Con las destilerías buscando inversores y las corporaciones multinacionales buscando marcas de valor, se produjo una serie de adquisiciones y fusiones. Alberta Distillers fue comprada en 1987 por Fortune Brands, que pasaría a formar parte de Beam Suntory. Hiram Walker se vendió en 1987 a Allied Lyons, que Pernod Ricard se hizo cargo en 2006, y Fortune Brands adquirió la marca Canadian Club. Grand Metropolitan había comprado Black Velvet en 1972, pero la marca fue vendida a Constellation Brands en 1999, quien a su vez fue vendida a Heaven Hill en 2019. Schenley fue adquirida en 1990 por United Distillers, que pasaría a formar parte de Diageo, aunque Gibson's Finest se vendió a William Grant & Sons en 2001. Seagram's fue vendido a Vivendi en 2000, que a su vez vendió sus diversas marcas y destilerías a Pernod Ricard y Diageo. Highwood compraría Potter's en 2006. A pesar de la consolidación, la destilería Kittling Ridge en Grimsby, Ontario comenzó a producir la marca Forty Creek, aunque fue vendida a Campari Group en 2014. Posteriormente, la Sazerac Company compraría las marcas Seagram's VO, Canadian 83 y Five Star de Diageo en 2018.

### Exportación ilícita a Estados Unidos

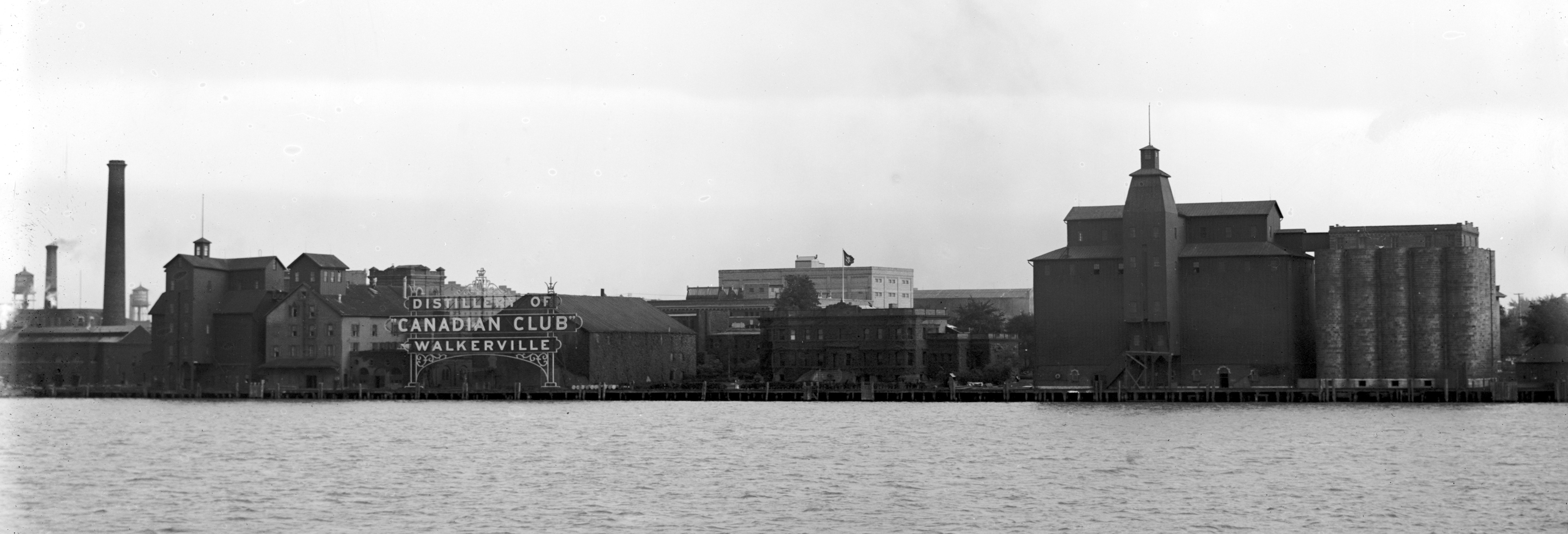
Destilería en Windsor, Ontario, c. 1905-1915. Las destilerías cerca de la frontera entre Canadá y Estados Unidos sirvieron a contrabandistas durante la prohibición en los EE. UU.

El whisky canadiense ocupó un lugar destacado en rum-running en los EE. UU. durante la Prohibición. La destilería de Hiram Walker en Windsor, Ontario, directamente al otro lado del río Detroit y la frontera internacional entre Canadá y los Estados Unidos, servía fácilmente a contrabandistas utilizando barcos de contrabando pequeños y rápidos.

## Destilerías y marcas
La siguiente es una lista de destilerías que actualmente producen whiskys canadienses:

### Alberta

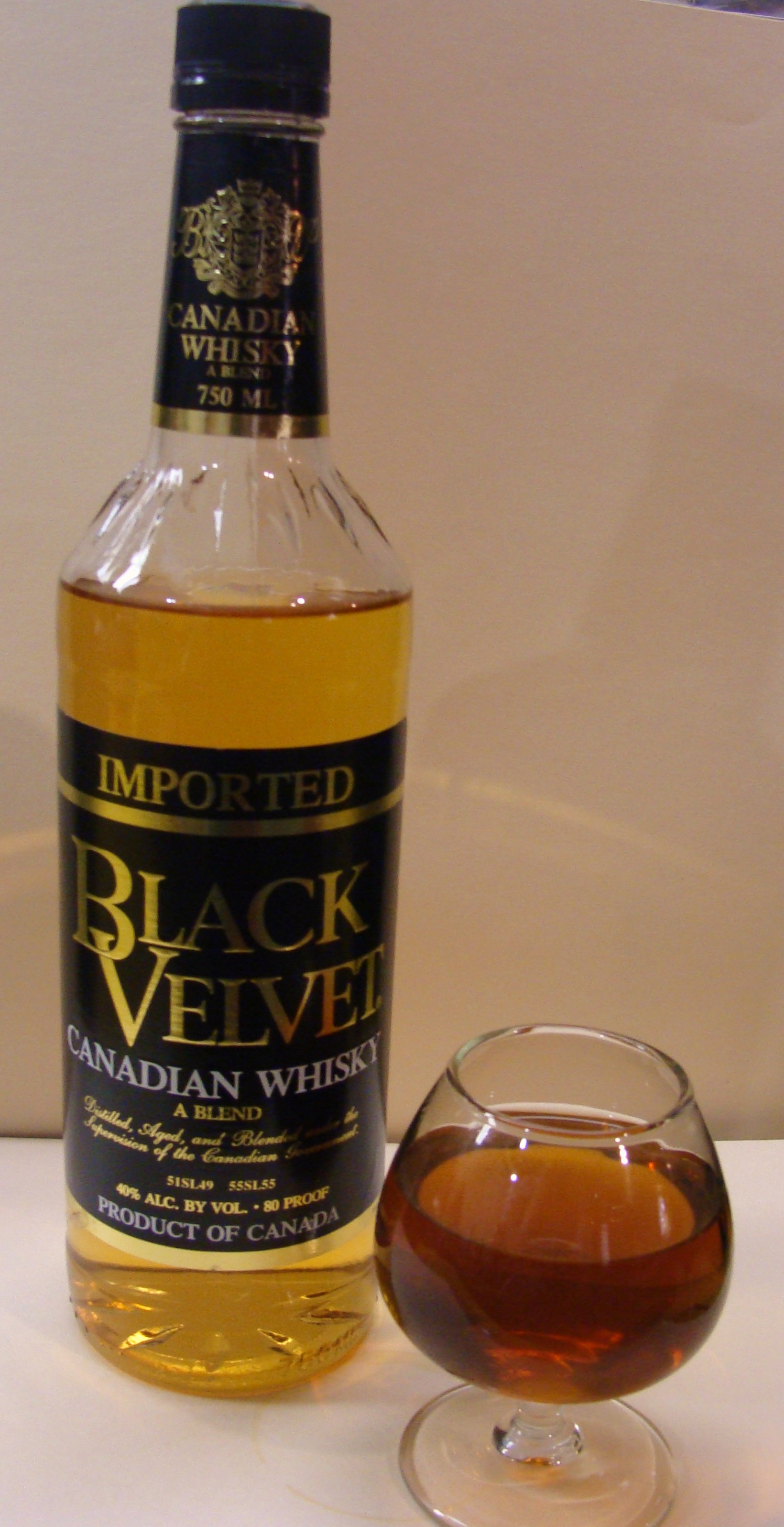
Botella de Black Velvet es un whisky producido en la Black Velvet Distillery de Lethbridge

Hay varias destilerías con sede en Alberta, incluida Alberta Distillers, establecida en 1946 en Calgary, Alberta. La destilería fue comprada en 1987 por Fortune Brands (Fortune Brands (1969-2011)) que se convirtió en Beam Suntory en 2011. La destilería utiliza una cepa específica de levadura que desarrollaron y que se especializa en fermentar centeno. Si bien la destilería exporta gran parte de su whisky para embotellarlo en otros países, también produce las marcas Alberta Premium, Alberta Springs, Windsor Canadian, Tangle Ridge y Canadian Club Chairman's Select.
Black Velvet Distillery (antes Palliser Distillery) se estableció en 1973 en Lethbridge, Alberta y ha sido propiedad de Heaven Hill desde 2019. Producen la marca Black Velvet, que se envía principalmente a granel para el embotellado. en el mercado americano, con algunos embotellados in situ para el mercado canadiense. La destilería también produce las etiquetas OFC y Danfield's y Golden Wedding de Schenley.
Highwood Distillery (anteriormente Sunnyvale Distillery) se estableció en 1974 en High River, Alberta, Highwood Distillery se especializa en usar trigo en sus whiskies base. Esta destilería también produce vodka, ron, ginebra y licores. Las marcas de whisky canadiense producido en Highwood Distillery incluyen Centennial, Century, Ninety y Potter's. También producen whisky White Owl que es filtrado con carbón para eliminar la coloración introducida por el envejecimiento en barriles de madera.

### Manitoba
La Gimli Distillery se estableció en 1968 en Gimli, Manitoba, para producir las marcas Seagram, la destilería fue adquirida por Diageo en 2001. La destilería Gimli es responsable de producir Crown Royal, el whisky canadiense más vendido del mundo con 7 millones de cajas shipped in 2017. También suministran algo del whisky utilizado en Seagram's VO y otras mezclas..

### Ontario
Las destilerías se establecieron en Ontario a mediados del siglo XIX, con las operaciones iniciales de Gooderham and Worts en el Distillery District de Toronto en la década de 1830. Las destilerías continuaron operando desde Distillery District hasta 1990, cuando el área se reorientó hacia el desarrollo comercial y residencial. Otras antiguas destilerías en la provincia incluyen una en Corbyville, que albergaba una destilería operada por Corby Spirit and Wine. Seagram operó una destilería en Waterloo, Ontario (Waterloo, Ontario) para producir Crown Royal hasta 1992; aunque la compañía todavía mantiene una planta de mezcla y embotellado en Amherstburg.
En la actualidad, hay varias destilerías importantes con sede en Ontario. La destilería en funcionamiento más antigua de Ontario es la destilería Hiram Walker, establecida en 1858 en Windsor, Ontario, pero modernizada y ampliada varias veces desde entonces. La destilería es propiedad de Pernod Ricard y es operada por Corby Spirit and Wine, de la cual Pernod tiene una participación mayoritaria. Las marcas producidas en Walker Distillery incluyen Lot 40, Pike Creek, Gooderham and Worts, Hiram Walker's Special Old, Corby's Royal Reserve y J.P. marcas de Wiser. La mayor parte de su capacidad se utiliza para la producción por contrato de la marca Beam Suntory (y la antigua marca Hiram Walker) Canadian Club, además del whisky canadiense genérico que se exporta a granel y se embotella bajo varias etiquetas en otros países.
Canadian Mist Distillery se estableció en 1967 en Collingwood, Ontario, la destilería es propiedad de Sazerac Company y produce principalmente la marca Canadian Mist para exportación. Canadian Mist Distillery se estableció en 1967 en Collingwood, Ontario, la destilería es propiedad de Sazerac Company y produce principalmente la marca Canadian Mist para exportación, and the Bearface brand, introduced 2018.
La destilería Kittling Ridge se estableció en 1992 con una bodega asociada en Grimsby, Ontario, sus primeros whiskies salieron al mercado en 2002. La destilería fue comprada en 2014 por Campari Group. La destilería produce la marca Forty Creek.

### Quebec
La destilería Old Montreal que fue establecida en 1929 como una destilería Corby Spirit and Wine, fue adquirida por Sazerac Company en 2011 y modernizada en 2018. Produce las marcas Sazerac y se ha hecho cargo del embotellado de Caribou Crossing.
Valleyfield Distillery (antes Schenley Distillery) se estableció en 1945 en una antigua cervecería en Salaberry-de-Valleyfield, Quebec, cerca de Montreal, la destilería ha sido propiedad de Diageo en 2008. El VO de Seagram se embotella aquí con whisky aromatizante de la destilería Gimli. De lo contrario, la destilería Valleyfield se especializa en producir whiskys base destilados de maíz para otros productos de Diageo..